# 阿通伊爾卡山 (潘帕羅馬斯-卡塞雷斯德佩魯)
9°02′46″S 78°00′54″W / 9.04611°S 78.01500°W
阿通伊爾卡山（Hatun Hirka），是一座秘魯山峰，位於該國北部安卡什大區，由潘帕羅馬斯區和卡塞雷斯德佩魯區負責管轄，屬於內格拉山脈的一部分，海拔高度3,400米。